# جون ويلكينسون (لاعب كريكت)
جون ويلكينسون (1876 - 1948)  (بالإنجليزية: John Wilkinson)‏ هو لاعب كريكت بريطاني (وحمل سابقاً جنسية المملكة المتحدة لبريطانيا العظمى وأيرلندا).